# Always (Mai Kuraki)
Always è un singolo della cantante giapponese Mai Kuraki, pubblicato nel 2001 ed estratto dall'album Perfect Crime.

## Tracce
- CD

1. Always
2. All Night
3. Stand Up (Gomi's Disco 2001 Mix)(Radio Edit)
4. Always (Instrumental)